# Казеле ин Питари
Казѐле ин Пѝтари (на италиански: Caselle in Pittari) е село и община в Южна Италия, провинция Салерно, регион Кампания. Разположено е на 444 m надморска височина. Населението на общината е 2001 души (към 2010 г.).